# Геммервердт Матвій Ісайович
Матвій Ісайович Геммервердт (1897, місто Катеринослав, тепер місто Дніпро — 17 лютого 1944, село Лочкіно, Полновський район, Ленінградська область, тепер Псковської області, Російська Федерація) — радянський партійний і військовий діяч, голова Східно-Сибірської крайової контрольної комісії ВКП(б), член ВЦВК. Член Центральної контрольної комісії ВКП(б) у 1930—1934 роках та кандидат у член Президії ЦКК ВКП(б) у 1932—1934 роках. Член Комісії радянського контролю при РНК СРСР у 1934—1937 роках.

## Життєпис
Народився в єврейській родині прикажчика магазину готового одягу. Початкові навчальні заклади не закінчував, займався самоосвітою.
З червня 1910 по серпень 1911 року — учень в механічній майстерні братів Родзевичів у Катеринославі. У серпні 1911 — грудні 1913 року — помічник монтера, монтер монтажної контори Торновського в Катеринославі. У січні — липні 1914 року — монтер монтажної контори інженера Дунаєвського в Катеринославі. У серпні 1914 — березні 1915 року — майстер майстерні інженера Ляцко в Катеринославі. У березні — листопаді 1915 року — майстер цвяхової фабрики в Катеринославі. У листопаді 1915 — жовтні 1916 року — інструктор-монтер ремісничої школи міста Катеринослава.
У жовтні — грудні 1916 року — рядовий 14-го піхотного Олонецького полку російської армії на Західному фронті в Галичині. У грудні 1916 року поранений, до квітня 1917 року лікувався у військовому госпіталі в Харкові.
У квітні — грудні 1917 року — на суспільній праці в Катеринославській міській Спілці електриків. У січні 1918 — березні 1919 року — робітник інвалідної майстерні в Катеринославі.
Член Єврейської соціал-демократичної робітничої партії Поалей Ціон з листопада 1918 по лютий 1919 року.
Член РКП(б) з березня 1919 року.
У серпні 1919 — квітні 1920 року — помічник начальника зв'язку 14-ї армії РСЧА. У квітні — жовтні 1920 року — командир і комісар батальйону зв'язку, помічник начальника зв'язку 13-ї армії РСЧА. У жовтні 1920 — квітні 1921 року — помічник начальника оперативного відділу зв'язку 1-ї Кінної армії РСЧА на Південному фронті.
У квітні 1921 — березні 1922 року — начальник і комісар зв'язку штабу оборони Чорного моря в Новоросійську.
У березні 1922 — червні 1923 року — начальник і комісар зв'язку 5-ї армії РСЧА в Іркутську.
У червні 1923 — жовтні 1924 року — начальник і комісар зв'язку Сибірського військового округу в Новосибірську.
У жовтні 1924 — лютому 1927 року — слухач підготовчих курсів Військово-технічної (Військово-інженерної) академії РСЧА імені Дзержинського в Ленінграді. У 1926 році важко хворів, на деякий час переривав навчання.
У лютому 1927 — 1928 року — комісар ескадрильї Ленінградського військового округу в місті Кречевиці Ленінградської області.
У листопаді 1928 — квітні 1930 року — монтер, голова заводського комітету Московського електролампового заводу.
У квітні 1930 — листопаді 1933 року — керівник групи енергетики Центральної контрольної комісії ВКП(б) — Народного комісаріату робітничо-селянської інспекції СРСР. Одночасно, з квітня 1931 року — голова Центральної комісії із «чистки» радянського апарату при Народному комісаріаті робітничо-селянської інспекції СРСР.
1 листопада 1933 — лютий 1934 року — голова Східно-Сибірської крайової контрольної комісії ВКП(б) — робітничо-селянської інспекції в Іркутську.
У березні 1934 — грудні 1935 року — уповноважений Комісії радянського контролю при РНК СРСР по Башкирській АРСР.
У грудні 1935 — червні 1937 року — заступник керівника групи паливної промисловості, керівник групи кольорових металів Комісії радянського контролю при РНК СРСР.
У червні 1937 року — завідувач Бюро скарг при уповноваженому Комісії радянського контролю при РНК СРСР по Ленінграду і Ленінградській області.
28 червня 1937 року заарештований органами НКВС. Засуджений 14 лютого 1939 року до п'яти років виправно-трудових таборів. Покарання відбував у Архангельському промисловому виправно-трудовому таборі НКВС СРСР Архангельської області.
У лютому 1944 призваний до Радянської армії, служив сапером управління тилу 196-ї стрілецької дивізії.
Убитий 17 лютого 1944 року. Похований в селі Лочкіно Полновського району Ленінградської області.
30 березня 1955 року посмертно реабілітований.